# Antonio Estrada González Guiral
Antonio de Estrada y González-Guiral (Cádiz, 21 de marzo de 1798 - Madrid, 31 de julio de 1869) fue un marino y político español, último ministro de Marina durante el reinado de Isabel II de España.

## Biografía
Era hijo de Nicolás de Estrada y Posada, teniente general de la Armada Española, natural de Peón (Asturias) y de Josefa González Guiral, natural de Cádiz. A los 14 años sentó plaza de guardamarina en Cartagena, para regresar después a Cádiz para continuar sus estudios. Tras aprobar, embarcó en la fragata Prueba y después en el San Pablo, con el que viajó hasta Montevideo en 1814. Ascendió como alférez de fragata ese año y en 1815 viajó a Sudamérica en la Sabina como escolta de un convoy. En 1819 ascendió a alférez de navío y fue destinado a La Habana.
En 1824 embarcó en el Aquiles y fue destinado a El Callao, donde se mantuvo hasta la rendición del virrey José de la Serna a las tropas de Antonio José de Sucre. En 1825 fue destinado a Filipinas y al volver a la península en 1827 fue ascendido a teniente de navío. En 1836 fue ascendido a capitán de fragata y enviado nuevamente a Cuba. En 1843, ya ascendido a capitán de navío, se le mandó al frente de una expedición a Uruguay. En 1846, como brigadier, fue nombrado comandante general de Guardacostas. En mayo de 1850 Estrada llegó a la Corte y fue nombrado vocal de la Junta Consultiva de la Armada en ausencia del jefe de escuadra Antonio Doral. En 1853 fue nombrado jefe de escuadra y jefe del Departamento de Ferrol hasta 1856.
En agosto de 1863 ascendió a teniente general y en diciembre de 1864 fue nombrado senador vitalicio. A finales de la década de 1860, la situación política y económica de España pasaba por un momento crítico. Las Cortes se cerraron en julio de 1866 y no volvieron a abrirse, porque fueron disueltas, hasta después de las elecciones convocadas a comienzos de 1867. Varios grupos de políticos, con demócratas y progresistas, y militares se habían confraternizado para derrocar la monarquía de Isabel II a través del pacto de Ostende. El comienzo del final sucedió en septiembre de 1868, cuando los militares de la flota de Cádiz se sublevaron, al mando del almirante Juan Bautista Topete. 
El 19 de septiembre, González Bravo dimitió y la reina Isabel II nombró para sustituirle al general José Gutiérrez de la Concha, quien mantuvo a casi todos los ministros del gobierno anterior y puso a González Bravo al frente del ministerio de Gobernación y a Estrada González Guiral al frente del Ministerio de Marina. Al mismo tiempo se aconsejó a la reina que volviera a Madrid desde San Sebastián donde estaba de veraneo. Después de la batalla de Alcolea, los militares a favor del golpe eran mayoritarios. Al día siguiente, el 29 de septiembre, el levantamiento militar triunfó en Madrid y el día 30 la reina abandonaba el país. De la Concha mantuvo un gobierno sin ejercer hasta el 8 de octubre, cuando todas las carteras y departamentos ministeriales fueron transferidos al ejecutivo transitorio o Gobierno provisional que daría paso al Sexenio Democrático en España.
Tras la revolución de 1868, Estrada González se retiró de la Armada y se estableció como civil en Madrid, donde murió el 31 de julio de 1869.